# Bisme
Bisme (Engels:  Bism) is een fictief land uit De zilveren stoel van De Kronieken van Narnia door C.S. Lewis.

## Ligging en geografie
Bisme is een land van ver onder de wereld van Narnia ligt. Daar wonen de aardmannen, die door de Vrouwe met het Groene Gewaad, door betovering naar boven zijn gehaald, om voor haar te werken.
Het land wordt beschreven als heet, kleurig en licht, met hete rivieren, waarin vuursalamanders leven die kunnen praten. Ook zijn er bossen waaraan edelstenen en edelmetalen groeien. Het is daar zelf mogelijk om diamantensap te drinken. De reuk van het land is scherp en opwindend.

## De zilveren stoel
Tijdens zijn vlucht uit het rijk van de Vrouwe met het Groene Gewaad (ook wel bekend als de Koningin van Onderland en in Bisme al helemaal) komt prins Rilian in de verleiding om ook naar Bisme te gaan. Maar omdat de weg naar Bisme zich sluit, vervolgt hij zijn weg naar Narnia.